# 拉巴塔耶
拉巴塔耶（法語：La Bataille，法語發音：[la bataj]）是法国德塞夫勒省的一个旧市镇，属于尼奥尔区。2019年，拉巴塔耶与临近的2个市镇并入市镇謝夫布托訥。

## 地理
拉巴塔耶（46°5'10"N, 0°6'30"W）面积6.28 平方千米，位于法国新阿基坦大区德塞夫勒省，该省份为法国西部内陆省份，北起曼恩-卢瓦尔省，西接旺代省，南至夏朗德省和滨海夏朗德省，东临维埃纳省。
与拉巴塔耶接壤的市镇（或旧市镇、城区）包括：欧比涅、克雷济耶尔、卢比涅、谢夫布托讷。

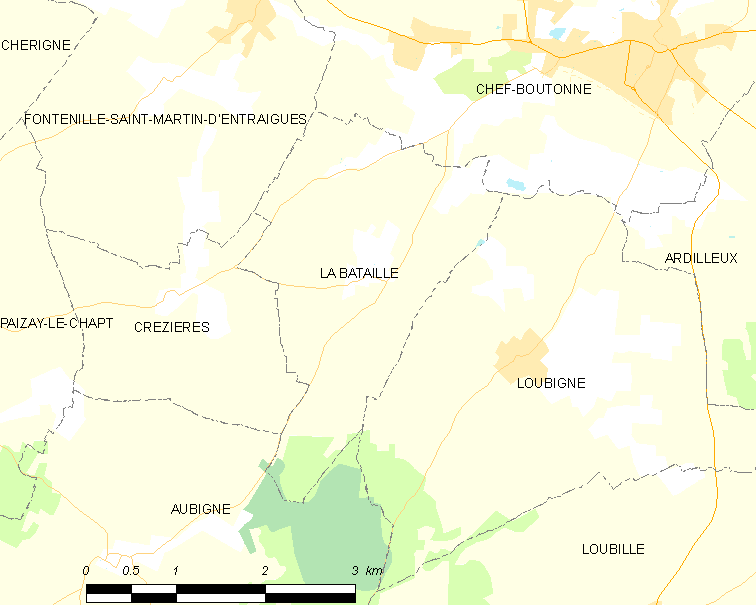
拉巴塔耶的OSM定位图

拉巴塔耶的时区为UTC+01:00、UTC+02:00（夏令时）。

## 行政
拉巴塔耶的邮政编码为79110，INSEE市镇编码为79027。

## 政治
拉巴塔耶所属的省级选区为梅勒县。

## 人口

1962-2008年间拉巴塔耶人口变化图示

拉巴塔耶于2018年1月1日时的人口数量为75人。